# Epidendrum ocotalense
Epidendrum ocotalense är en orkidéart som beskrevs av Eric Hágsater och Luis M. Sánchez. Epidendrum ocotalense ingår i släktet Epidendrum och familjen orkidéer.
Artens utbredningsområde är Nicaragua. Inga underarter finns listade i Catalogue of Life.